# りゅうきゅう (巡視船)
「りゅうきゅう」（Ryūkyū）は、海上保安庁のヘリコプター1機搭載型巡視船。PLH-09の記号・番号を付されている。つがる型巡視船の8番船にあたり、また設計が大きく改訂されていることから、りゅうきゅう型のネームシップとして扱われることもある。

## 船歴
第26回主要国首脳会議（沖縄サミット）を受けて建造されることになり、2000年3月31日に竣工して、第十一管区海上保安本部に配属された。船名は琉球国に由来する。
その後、那覇海上保安部の新設に伴って、2013年05月16日にはこちらに配属替えされた。
2024年11月23日午前7時頃、糸満市の喜屋武岬から南南東に約80キロメートルの海上でマグロはえ縄漁船と衝突した。両船の乗組員にけがはなく、自力航行が可能だった。2025年3月17日、第十一管区海上保安本部は、見張りを怠り船を衝突させたとして、業務上過失往来危険の疑いでりゅうきゅうの主任航海士2人と漁船の船長を書類送検した。

## 搭載機の変遷
| 機種               | 機番  | 愛称       | 配属期間                     | 備考 |
| ------------------ | ----- | ---------- | ---------------------------- | ---- |
| ベル 212           | MH929 | なはつばめ | 2000年5月23日－2015年3月13日 |      |
| シコルスキー S-76D | MH915 | おきさしば | 2015年3月13日－              |      |